# Dryworld
Dryworld Industries Inc. é uma empresa canadense de equipamentos desportivos, com sede em Victoria, British Columbia, Canadá.

## Historia
Em 2010 foi fundada pelo escocês Matt Weingart e pelo canadense Brian McKenzie, dois ex-jogadores de rúgbi, a Dry World começou praticamente em um "fundo de quintal", fabricando um calçado de neoprene que promete deixar os pés dos atletas 100% secos e aquecidos.
Para ganhar notoriedade, a empresa fechou acordos individuais com jogadores da NFL e da CFL (a liga canadense de futebol americano), com os atletas atuando como embaixadores de seus produtos, especialmente o calçado e também luvas de neoprene.
O crescimento foi rápido, com a consolidação das invenções, o lançamento de novos produtos e a expansão da marca para 15 países e novos esportes, como futebol, boxe e MMA, além do futebol americano e rúgbi.
Mas foi ao crescer que a Dry World esbarrou em um problema.
A própria empresa se define como "independente" e diz focar suas atenções no desenvolvimento de equipamentos para melhora de desempenho de atletas, e não na dominação do mercado de material esportivo. Por não ter o mesmo poderio das gigantescas Nike,Adidas e Puma, porém, logo a empresa canadense se viu sem capacidade de produzir o número de itens necessários para manter sua evolução.
Por isso, os donos Weingart e McKenzie resolveram apelar para uma estratégia comum entre as companhias novatas: o crowdfunding - ou, em bom português, a "vaquinha". Através de um site, a companhia levantou US$ 100 mil dos US$ 250 mil necessários para produzir 9 mil peças que estavam atrasadas.

## Clubes patrocinados
Em 2016, foi anunciado que a Dryworld fechou um acordo para patrocinar clubes de futebol do Brasil Atlético Mineiro, Goiás e Fluminense. Goiás  foi o primeiro clube a apresentar oficialmente e usá-lo durante os jogos competitivos. Em 2017, terminaram os contratos que a empresa tinha com estes mesmos clubes e com outros no Brasil, sendo substituída por Topper (Atlético Mineiro e Goiás) e Under Armour (Fluminense). 
- Delhi Dynamos (2014-2017)
- Atlético Mineiro (2016)
- Fluminense (2015 - 2017)
- Goiás (2015-2016)

### Jogadores
- Andrew Gray

### Boxe
- Samuel Vargas

### Futebol americano
- Rolly Lumbala
- Ronnie Yell